# Burmannia tenera
Burmannia tenera är en enhjärtbladig växtart som först beskrevs av Gustaf Oskar Andersson Malme, och fick sitt nu gällande namn av Fredrik Pieter Jonker. Burmannia tenera ingår i släktet Burmannia och familjen Burmanniaceae. Inga underarter finns listade i Catalogue of Life.